# 奧爾登鎮區 (愛荷華州哈丁縣)
奧爾登鎮區（英語：Alden Township）是位於美國愛荷華州哈丁縣的一個行政鎮區。

## 地方資料
根據2010年美國人口普查的數據，奧爾登鎮區的面積為141.74平方千米，當中陸地面積為141.48平方千米，而水域面積為0.26平方千米。當地共有人口1146人，而人口密度為每平方千米8.09人。